# 喬楚瑜
喬楚瑜（2000年9月28日—）為臺灣男子籃球運動員，場上位置為前鋒、中鋒，現效力於P. LEAGUE+桃園璞園領航猿。

## 生平
喬楚瑜是新竹人，自建功國中畢業後婉拒南山的延攬進入離家近的光復，並開始接受正規籃球訓練，雖然有近視但家人不贊同配戴隱形眼鏡，於是配戴著護目鏡上場打球，高一光復闖進12強複賽，高二止步於預賽，高二下喬楚瑜曾經鬧脾氣不練球直到過了兩個禮拜才回到球隊練球並向教練致歉。2018年12月喬楚瑜在對戰治平高中的比賽中摘下33個籃板，創下HBL高中籃球聯賽新紀錄，最終107學年度高中籃球聯賽繳出場均15.8分、12.9籃板、3.1阻攻的成績帶走該屆籃板王與阻攻王殊榮，也幫助光復以隊史最佳第四名作收。高中畢業後加入輔仁大學與曾祥鈞以及吳沛嘉組成三塔，2020年8月與魏嘉豪被徵招加入中華白集訓，2022年2月入選2023年世界盃男籃亞洲區資格賽第一輪第一、二階段中華臺北代表隊培訓名單，但開訓當天請事假未報到。2022年夏天喬楚瑜加強個人的面框動作。2023年7月11日，喬楚瑜在P. LEAGUE+新人選秀會第一輪第二順位獲得桃園璞園領航猿青睞，並放棄T1聯盟與超級籃球聯賽新人選秀會。8月14日，桃園璞園領航猿宣布與喬楚瑜完成簽約。

## 生涯數據

### P. LEAGUE+

#### 例行賽
| 賽季    | 球隊           | GP | MPG  | 2P% | 3P%   | FT% | RPG  | APG  | SPG  | BPG  | PPG  |
| ------- | -------------- | -- | ---- | --- | ----- | --- | ---- | ---- | ---- | ---- | ---- |
| 2023–24 | 桃園璞園領航猿 | 16 | 5:14 | 50  | 15.38 | 100 | 0.63 | 0.19 | 0.06 | 0.06 | 0.94 |

## 外部連結
- 喬楚瑜在fiba.basketball（英语）
- 喬楚瑜在fiba3x3.com（英语）
- 喬楚瑜在P. LEAGUE+官網
- 喬楚瑜在Eurobasket.com（球員）（英语）
- 喬楚瑜在Flashscore（英语）